# Lutreolina massoia
Lutreolina massoia és una espècie de metateri endèmic de les selves de muntanya del centre-oest de Sud-amèrica. Viu a l'ecoregió terrestre de les iungues andines australs, un ecosistema de selves de muntanya que s'estén pel centre i centre-sud de Bolívia i el nord-oest de l'Argentina. Aquesta espècie podria tenir un límit septentrional a menor latitud, car exemplars d'aquest gènere foren capturats en àrees peruanes frontereres amb el nord-oest de Bolívia.